# Bozayran
Bozayran är en ort i Azerbajdzjan.   Den ligger i distriktet Jardymly, i den södra delen av landet, 220 km sydväst om huvudstaden Baku. Bozayran ligger 855 meter över havet och antalet invånare är 1 807.
Terrängen runt Bozayran är kuperad åt nordost, men åt sydväst är den bergig. Närmaste större samhälle är Lerik, 19,2 km sydost om Bozayran. 
Trakten runt Bozayran består till största delen av jordbruksmark. Runt Bozayran är det ganska tätbefolkat, med 60 invånare per kvadratkilometer.